# Hradec (Rokle)
Hradec (německy Burgstadtl) je místní část obce Rokle v okrese Chomutov v Ústeckém kraji. Ves leží asi 4 km jihovýchodně od Kadaně na plošině nad Želinským meandrem řeky Ohře, před začátkem přehrady Nechranice a severovýchodními výběžky Doupovských hor. Ves v jihovýchodní části protíná Úhošťanský potok, který v minulosti způsobil mnoho záplav.

## Název
Původní název vesnice zněl Burgstadil a pocházel ze střední horní němčiny, ve které znamená podhradí. Podobnost druhé části názvu se slovem stadt(e)l (městečko) vedla k novější německé variantě. V historických pramenech se jméno vyskytuje ve tvarech: Burgstadil (1367), půl věsky Hradce (1508), Burgstadtl nebo Birchstadtl (1787) a Burgstadtl nebo Purgstadtel (1846).

## Historie
Nejstarší písemná zmínka o vesnici je z roku 1367, kdy v ní císař Karel IV. souhlasil s připojením Hradce k městskému majetku Kadaně. Další majetkové vztahy jsou nejasné, ale podstatnou část vesnice vlastnili kadaňští měšťané. V roce 1467 koupil dědictví po Niklasu Wentlerovi, kterým byla polovina vsi s deseti sedláky, měšťan Thomas Tuchmacher a od něj na přelomu 15. a 16. století Kryštof Hupfauf z Milžan. Když zemřel, jeho manželka Ludmila prodala Hradec kadaňské městské radě. Druhou polovinu vsi získala Kadaň až roku 1590 od Jiřího Popela z Lobkovic. Hradec se potom stal součástí milžanského panství.

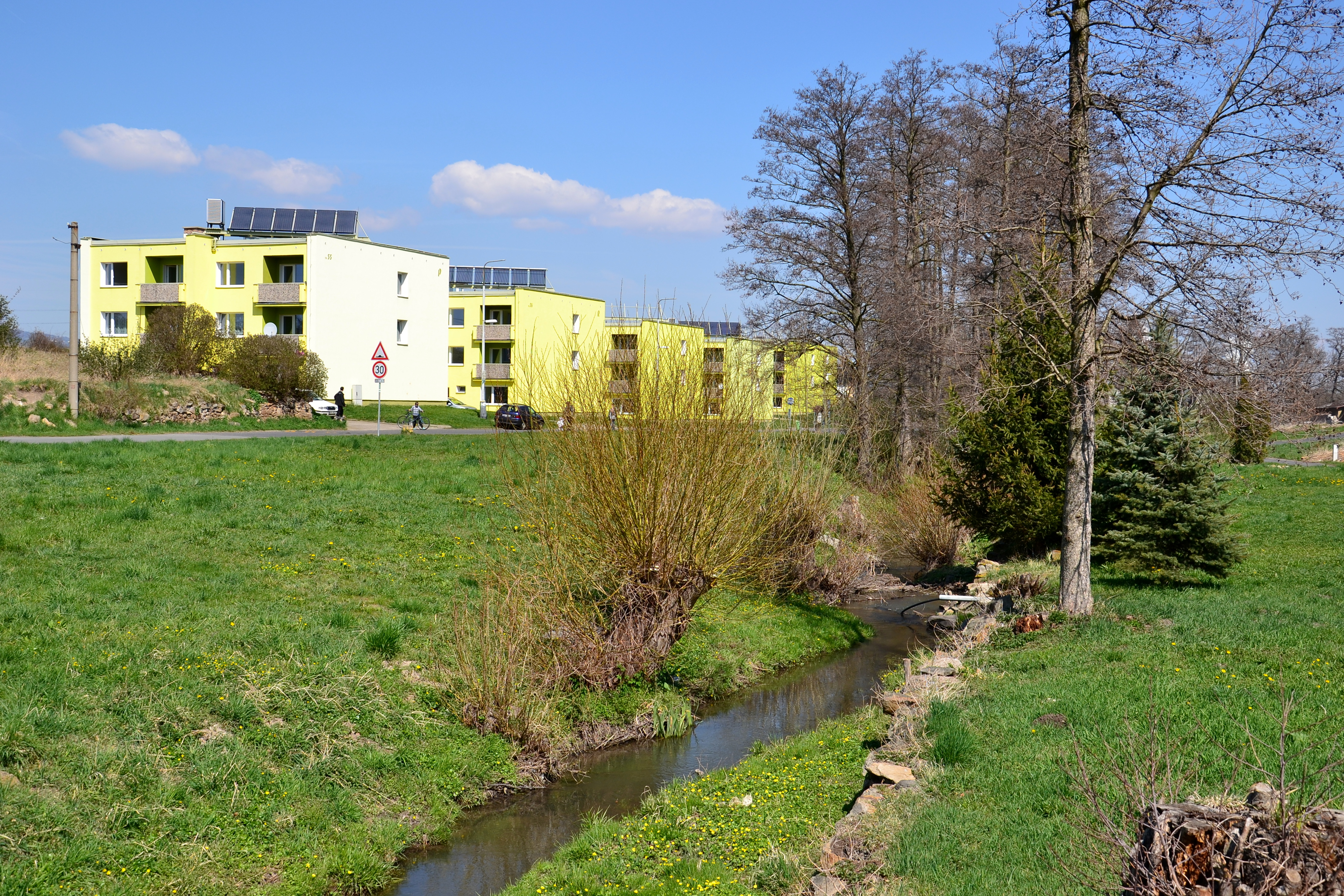
Bytové domy nad Úhošťanským potokem

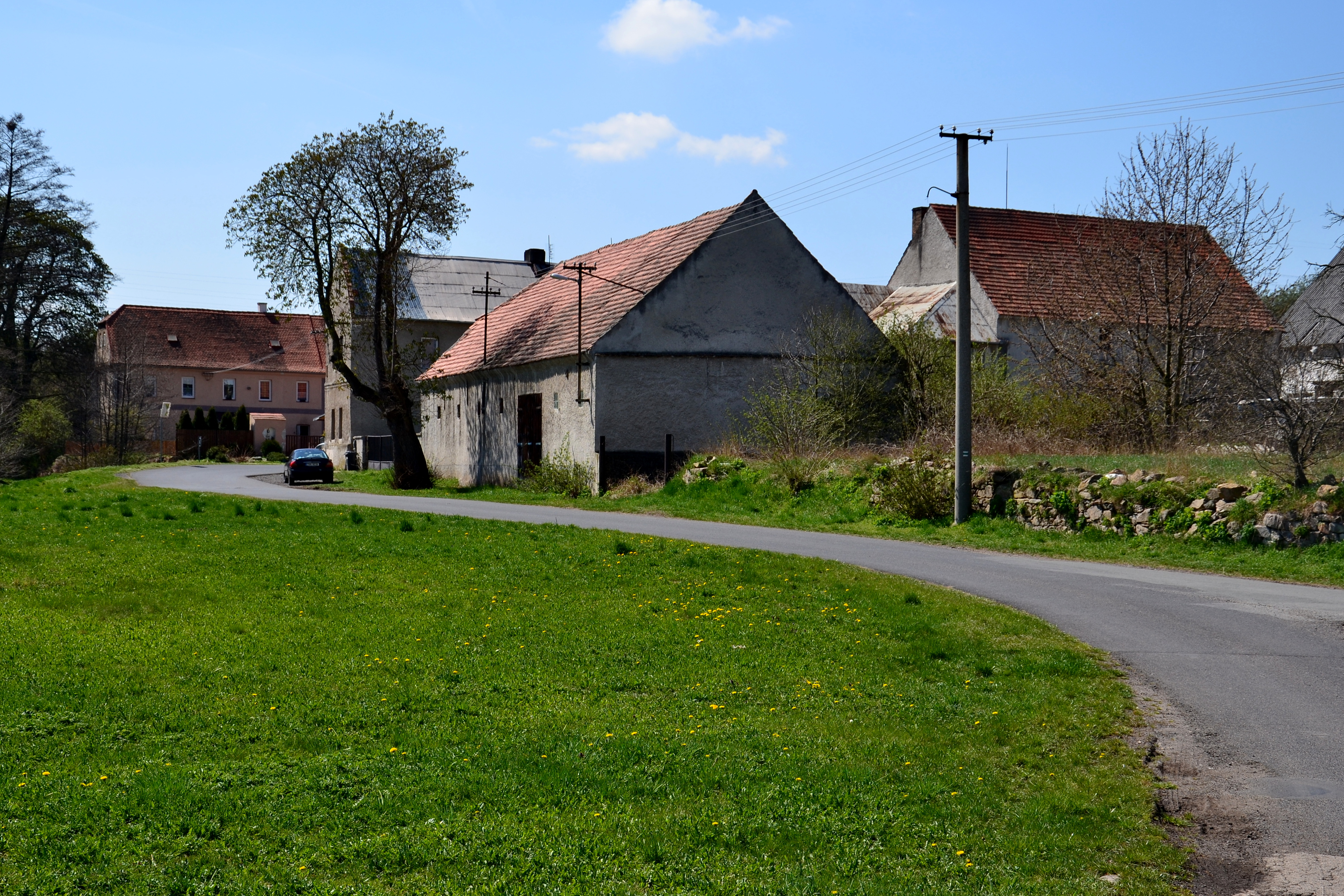
Statek

Berní rula po polovině 17. století uvádí v Hradci, kromě čtyř zpustlých usedlostí, třináct statků a osm chalup. K jednomu statku patřila chmelnice. Od roku 1695 byl ve vsi šosovní dvůr, který roku 1756 patřil Adamu Panoschovi a zbytek vesnice byl v majetku města. V roce 1866 ve vesnici bydlely oddíly pruského vojska a propukla tu epidemie cholery. Po jejím potlačení obyvatelé na návsi postavili kapli Panny Marie. V roce 1901 vesnici postihla přívalová povodeň, při které zemřeli dva lidé a utopilo se přes sto kusů dobytka.
Před druhou světovou válkou byla v Hradci hospoda, trafika a působilo zde několik řemeslníků (tesař, kolář, kovář a švec). Do roku 1976 byla ve vsi škola. Ve druhé polovině 20. století byla zbořena kaple a většina původních usedlostí, které byly nahrazeny nízkými panelovými domy. U rybníků v ohybu Ohře vznikla chatová osada, koupaliště a autokemp.
Od roku 1850 byl Hradec místní částí Rokle. Pro rozepře místních s obecním úřadem v Rokli o velikost povinně odváděných válečných dávek jatečného dobytka se Hradec v roce 1923 (nebo 1925) osamostatnil. Samostatnost mu vydržela až do roku 1960, kdy byl opět připojen k Rokli.

## Přírodní podmínky
Hradec stojí v mělkém údolí Úhošťanského potoka, který se asi jeden kilometr severně vlévá do Ohře. Vesnice se nachází na geologickém rozhraní, kde se vyskytují na západě a na jihu třetihorní horniny sopečného původu a na severu a na východě jsou starší prekambrické granulity. Geomorfologicky je okolí Nové Vísky součástí Krušnohorské soustavy, přesněji patří do Podkrušnohorské oblasti, celku Mostecká pánev, podcelku Žatecká pánev a okrsku Čeradická plošina. Z půdních typů se zde vyskytují regozemě. Významnými vodními plochami jsou rybníky u ohybu Ohře severozápadně od vesnice.

## Obyvatelstvo
V roce 1921 měl Hradec 200 obyvatel, z nichž bylo 102 mužů. 199 obyvatel se hlásilo k německé národnosti a československé pouze jeden. Všichni byli římskými katolíky. Při sčítání lidu v roce 1930 zde žilo 233 obyvatel, z toho čtrnáct Čechů a 219 Němců. 233 se jich hlásilo k římskokatolické církvi a čtyři byli bez vyznání.
|                                                                     | 1869 | 1880 | 1890 | 1900 | 1910 | 1921 | 1930 | 1950 | 1961 | 1970 | 1980 | 1991 | 2001 | 2011 | 2021 |
| ------------------------------------------------------------------- | ---- | ---- | ---- | ---- | ---- | ---- | ---- | ---- | ---- | ---- | ---- | ---- | ---- | ---- | ---- |
| Obyvatelé                                                           | 227  | 211  | 206  | 226  | 196  | 200  | 233  | 147  | 137  | 134  | 119  | 118  | 147  | 181  | 277  |
| Domy                                                                | 33   | 35   | 35   | 35   | 35   | 36   | 37   | 35   | —    | 25   | 21   | 27   | 32   | 37   | 42   |
| Počet domů z roku 1961 je zahrnut v celkovém počtu domů obce Rokle. |      |      |      |      |      |      |      |      |      |      |      |      |      |      |      |

## Hospodářství a doprava
Ve vesnici sídlí společnost ATC Hradec, která provozuje autokemp asi 1,5 km severozápadně od vesnice. Asi jeden kilometr jihovýchodně je na rozlehlém hřbetu vysokonapěťová Rozvodna Hradec u Kadaně. Obcí prochází silnice III. třídy č. 22426 z Rokle do Nové Vísky u Rokle. Ve vesnici je autobusová zastávka. Kolem vesnice vede železniční trať č. 164 zvaná Doupovská dráha. Ta byla vybudována na počátku 20. století společností Kadaňské místní dráhy. Pravidelná osobní doprava na ní koncem 20. století byla zrušena, ale společnost Severočeské dráhy na ní provozuje nostalgické jízdy a zajišťuje sezónní provoz o letních prázdninách. Prochází tudy zeleně značená turistická trasa z Kadaně na vrch Kolina.

## Pamětihodnosti
Jeden kilometr severovýchodně od vesnice leží zbytky pravěkého a raně středověkého hradiště Hradec u Kadaně. Hradiště vzniklo až v pozdní době halštatské, ale místo samotné bylo osídleno již lidem kultury s lineární keramikou (přibližně 5500 př. n. l.). Opevnění později zaniklo a bylo obnoveno na přelomu 9. a 10. století. Definitivně zaniklo až ve druhé polovině 12. století.